# Campitello
Campitello (korziško Campitellu) je naselje in občina v francoskem departmaju Haute-Corse regije - otoka Korzika. Leta 2009 je naselje imelo 105 prebivalcev.

## Geografija
Kraj leži v severnem delu otoka Korzike 39 km jugozahodno od središča Bastie.

## Uprava
Campitello je sedež kantona Alto-di-Casaconi, v katerega so poleg njegove vključene še občine Bigorno, Campile, Canavaggia, Crocicchia, Lento, Monte, Olmo, Ortiporio, Penta-Acquatella, Prunelli-di-Casacconi, Scolca in Volpajola z 2.270 prebivalci.
Kanton Alto-di-Casaconi je sestavni del okrožja Corte.